# Sarah Geronimo
Sarah Asher Tua Geronimo (Manilla, 25 juli 1988) is een Filipijnse zangeres, actrice, presentatrice, model en danseres. 
Geronimo's eerste album, Popstar: A Dream Come True, werd uitgebracht na haar winst in de talentenjacht Star for a Night in 2003. Van dat album werden meer dan 210.000 exemplaren verkocht en het was daarmee het meest verkochte album in de Filipijnen en leverde haar zevenmaal platina op. Nadien bracht ze nog vijf albums uit die platina werden: Sweet Sixteen in 2004, Becoming in 2006, Taking Flight in 2007, Just Me in 2008, and Music and Me in 2009.